# Tuszynek (jezioro)
Tuszynek – jezioro wytopiskowe, polimiktyczne powstałe w epoce lodowcowej, utworzone w zagłębieniu po wytopieniu się bryły martwego lodu. Położone jest na północ od wsi Osiek. Jezioro znajduje się na trasie pieszego szlaku turystycznego Osiek – Jezioro Czarne.
Z jeziorem związana jest miejscowa legenda, podług której na dnie jeziora znajdują się ruiny wsi, której mieszkańcy za złe uczynki zostali utopieni. Według niej w czasie pełni księżyca, kąpiąc się w wodach jeziora można usłyszeć bicie dzwonów kościoła, który stał w zatopionej wiosce.